# NK Radomlje
Nogometni klub Radomlje, iz sponzorskih razloga znan kao Kalcer Radomlje, slovenski je nogometni klub iz Radomlja. Trenutačno se natječe u 1. SNL. Domaće utakmice igra na Športnom parku Domžale.

## Povijest
Klub je osnovan 1972. Prvo igralište nalazilo se u Duplici kraj Kamnika. U Radomlju igra od 1976., prvo na Kočarjevem travniku, a od 1984. na Športnom parku Domžale.

## Uspjesi
- 2. SNL: 2015./16., 2020./21.
- 3. SNL: 2010./11.
- 1. liga MNZ Ljubljana: 1991./92.,[2] 2002./03.[3]
- Pokal MNZ Ljubljana: 2013./14.,[4] 2018./19.[4]